# Hypsugo kitcheneri
Hypsugo kitcheneri — вид рукокрилих ссавців із родини лиликових.

## Середовище проживання
Країни проживання: Індонезія (Калімантан). Існує мало інформації про екологію та переваги середовища проживання цього виду. Імовірно він населяє низовинні й гірські ліси.

## Загрози та охорона
Загрози для цього виду не відомі, але втрата середовища існування може становити загрозу. Вид був зареєстрований в двох національних парках.